# 矿石收音机

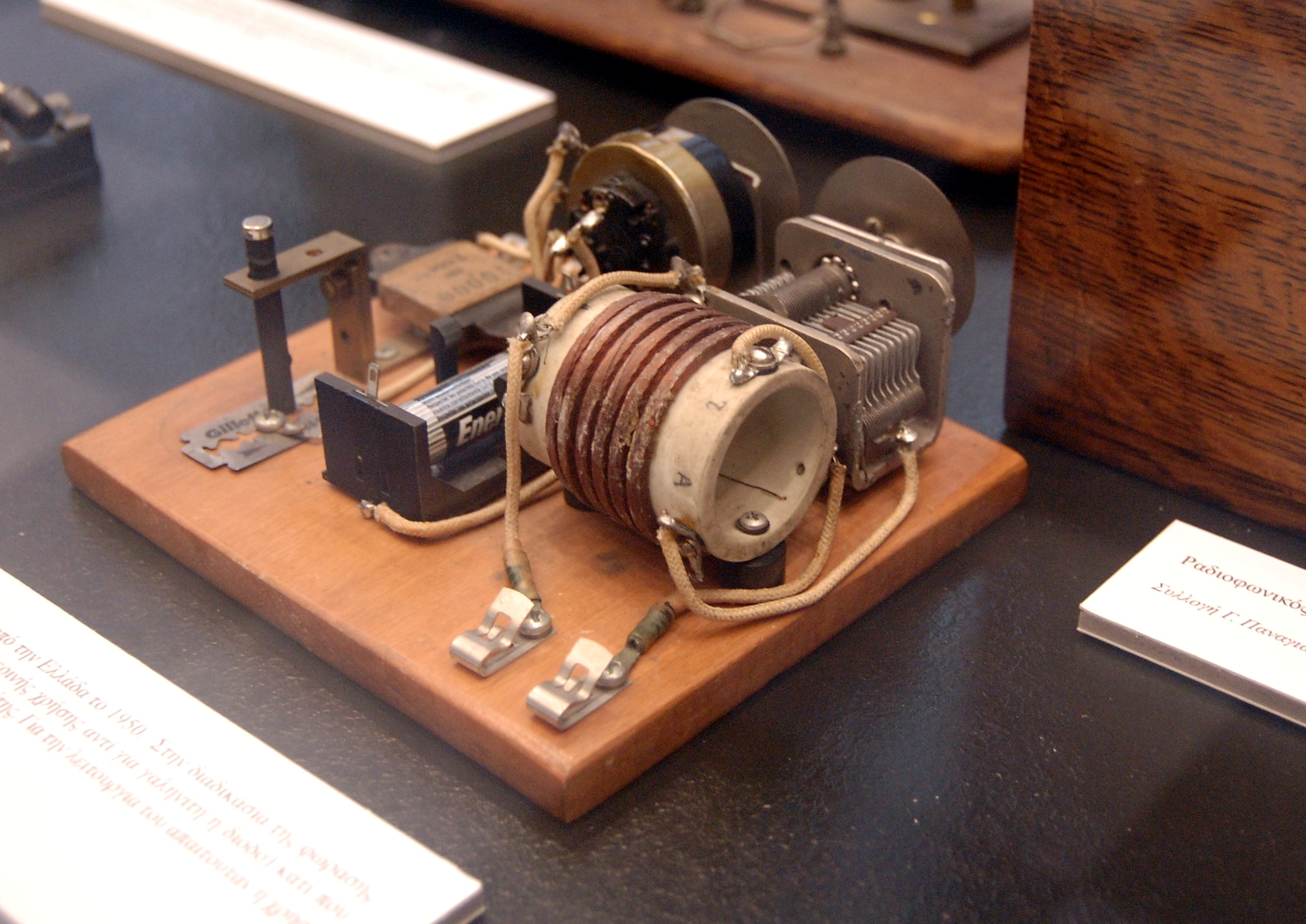
1930年代矿石收音机，以刮鬍刀片作為檢波元件

矿石收音机，简称矿石机，是利用天然矿石或晶体二极管作为检波元件，加上天线、地线、调谐电路和耳机等制成的收音机，可以說礦石收音機是最簡單的無線電接收設備。然而，礦石收音機是無源接收設備，不像其他無線電設備使用由電池或牆壁插座的電流供電的放大器來使無線電信號更大聲。因此，矿石收音机產生的聲音相當微弱，必須用靈敏的高阻抗耳機收聽，並且只能在發射器的有限範圍內接收電台。

## 历史
第一次由Greenleaf Whittier Pickard在大约1900年制造，并且使用条形晶体矿石来探测无线电信号。
人們第一次製造和使用了不需要電池或電能的、簡單低價的礦石收音機。即使在第一次世界大戰之後電子管收音機被普遍使用, 礦石收音機依舊非常流行, 特別是在初級業餘無線電愛好者和學生當中。他們製作礦石收音機以學習基本的電子和通信知識。

## 构成
矿石收音机是一个简单的无线电接收机，由长导线天线，用于选择信号频率的调谐器和检波器组成。
检波器可以使用晶体矿石,也可使用检波二极管，还可以使用锗高频三极管检波器。常见的可用作检波器的矿石种类有硫化铅矿、方铅矿、红亚铅矿、黄铜矿、黃鐵礦（愚人金）和自然铜等。

一个简单的矿石收音机电路

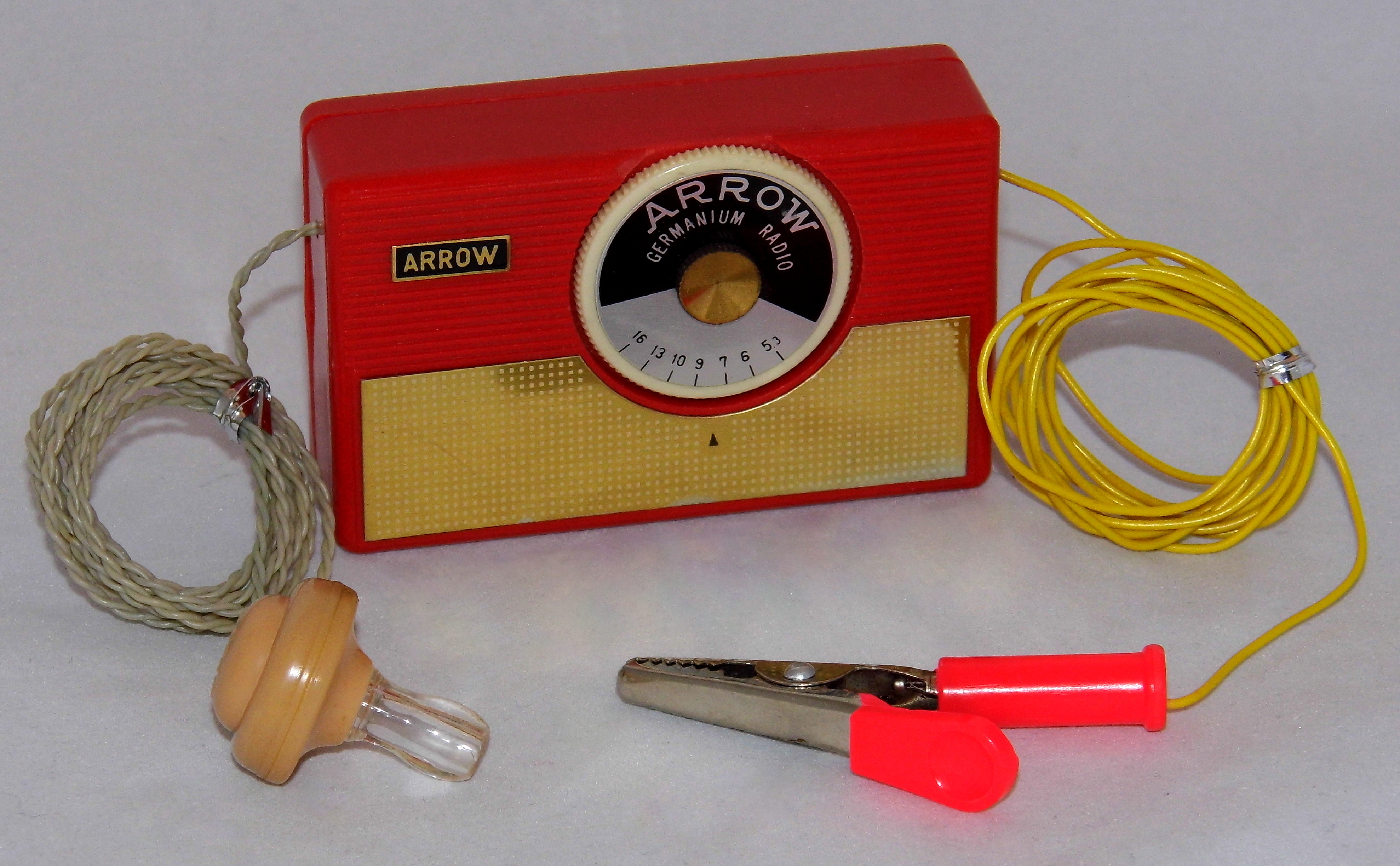
20世紀60年代作為兒童教育玩具的礦石收音機，附屬的夾子可以夾住彈簧來充當天線。

## 軍用與谍报用途
1944 年春天，當盟軍軍隊在義大利安齊奧附近停下來時，嚴格禁止部隊使用有源無線電接收器，因為德國人擁有可以檢測超外差收音機本地振盪信號的設備。然而礦石收音機缺乏電力驅動的本地振盪器，因此無法檢測到它們。一些足智多謀的士兵用廢棄材料製作了礦石收音機來收聽新聞和音樂。一種使用刮鬍刀刀片和鉛筆筆芯當作檢波器。接觸刀片上半導體氧化物塗層（磁鐵礦）的引線點形成了一個原始的點接觸二極管。通過仔細調整刀片表面的鉛筆芯，他們可以調整接收的頻段。這些收音機被大眾媒體稱為“散兵坑收音機”，並成為第二次世界大戰民間傳說的一部分。
二戰期間，在一些德國占領的國家，平民的收音機被廣泛沒收。這導致不肯屈服的聽眾著手製造自己的秘密收音機，這些收音機通常不過是一台基本的礦石收音機，但是在歐洲大部分地區，來自BBC （或其他盟軍電台）的信號不夠強，無法在這樣的設備上接聽。任何這樣做的人如果被發現都會面臨入獄甚至死亡的危險。
此外矿石收音机能依然被间谍使用。矿石收音机没有本地振盪器，因此间谍组织不能侦测到监听與被監聽的频率。

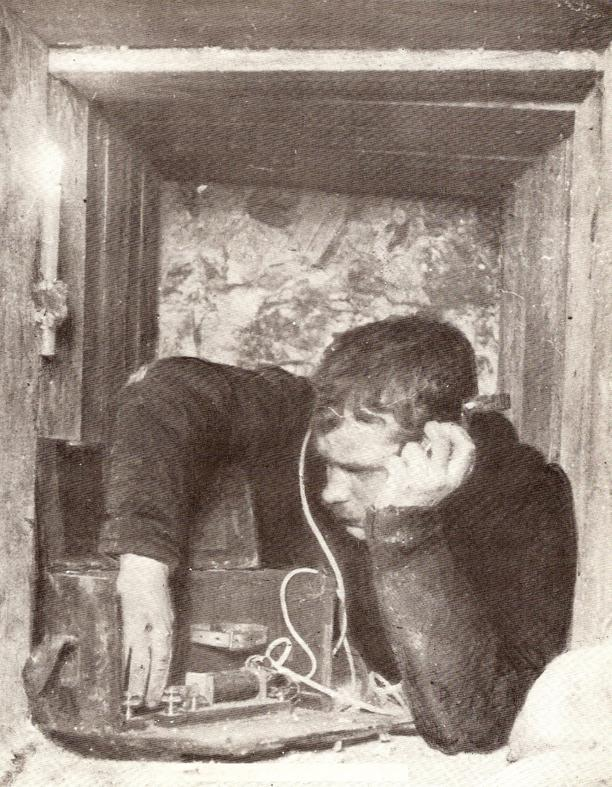
第一次世界大戰時使用礦石收音機的士兵。

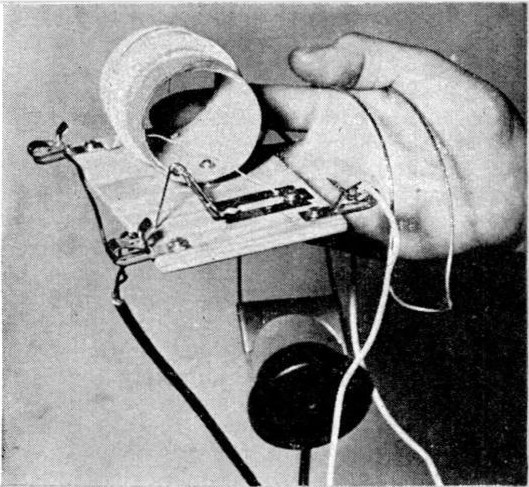
在二戰義大利前線使用的"散兵坑收音機"。它使用一根連接著安全別針的鉛筆芯壓在刮鬍刀刀片上作為檢波器。

## 参看
- 通信電路就是通訊科技與技術參見下面的3個分類
- 无线电
- 无线电接收机
- 晶体管收音机
- 解调器
- 數字電台